# 贵州地黄连
贵州地黄连（学名：Munronia unifoliolata var. trifoliolata）为楝科地黄连属下的一个变种。

## 扩展阅读
- 維基物種上的相關：贵州地黄连